# Peter H. Reill
Peter Hanns Reill (* 11. Dezember 1938 in Astoria, New York City; † 18. August 2019 in Miami) war ein US-amerikanischer Historiker.

## Leben
Reill lehrte seit 1966 Geschichte an der University of California, Los Angeles. Er wurde 1969 an der Northwestern University zum Ph.D. ernannt. 1978 erhielt er ein Guggenheim-Stipendium. Von 1991 bis 2011 war er Direktor des Center for Seventeenth and Eighteenth Century Studies sowie Direktor der William Andrews Clark Memorial Library.
Sein Forschungsgebiet war vor allem die europäische Geschichte im 17. und 18. Jahrhundert.

## Schriften
- Hrsg.: Cores, peripheries, and globalization. Essays in honor of Ivan T. Berend. Central European University Press, Budapest/New York 2011.
- Vitalizing nature in the enlightenment. University of California Press, Berkeley u. a. 2005.
- Hrsg. mit Keith Michael Baker: What’s Left of Enlightenment? A Postmodern Question. Stanford University Press, Stanford, Calif. 2001.
- Hrsg. mit Hans Erich Bödeker, Jürgen Schlumbohm: Wissenschaft als kulturelle Praxis, 1750–1900. Vandenhoeck u. Ruprecht, Göttingen 1999.
- Mit Ellen Judy Wilson: Encyclopedia of the Enlightenment. Facts On File, New York, NY 1996.
- Hrsg. mit Hans Erich Bödeker, Georg G. Iggers, Jonathan B. Knudsen: Aufklärung und Geschichte. Studien zur deutschen Geschichtswissenschaft im 18. Jahrhundert. Vandenhoeck u. Ruprecht, Göttingen 1986.
- The German Enlightenment and the rise of historicism. University of California Press, Berkeley u. a. 1975.